# Fantasy World Dizzy
Fantasy World Dizzy, известная также как Dizzy III (рус. «Диззи в фантастическом мире») — компьютерная игра в жанре графический квест, разработанная братьями Оливер и изданная в 1989 году компанией Codemasters для платформы ZX Spectrum. Впоследствии игра была портирована на Amstrad, Commodore 64, Atari ST, DOS и Amiga. Позднее игра выпускалась в составе нескольких сборников.
Fantasy World Dizzy является сиквелом игры Treasure Island Dizzy и третьей в серии игр о приключениях Диззи.

## Сюжет
Диззи очнулся в тёмном сыром подвале подземелья. У двери стоял огромный уродливый тролль. «Где я? И где Дэйзи?» — спросил себя наш герой, потирая лоб. И тут у него в голове промелькнулси ужасные подробности минувшей ночи: гром, молнии, злой волшебник, крик Дэйзи, сильный удар и темнота. «Я должен освободить Дэйзи!» — подумал Диззи и начал искать выход из подземелья.

## Оценки и мнения
| Иноязычные издания | Иноязычные издания                                  |
| Издание            | Оценка                                              |
| ------------------ | --------------------------------------------------- |
| Amstrad Action     | 89 %                                                |
| Награды            |                                                     |
| Издание            | Награда                                             |
| Your Sinclair      | Лучшие игры всех времен для ZX Spectrum, 41-е место |
| Retro Gamer, 2008  | 22-е место в рейтинге Лучших игр ZX Spectrum        |
| Crash              | Лучшие игры всех времен для ZX Spectrum, 11-е место |